# Tschechoslowakische Badmintonmeisterschaft 1966
Die Tschechoslowakische Badmintonmeisterschaft 1966 fand in Prag statt. Es war die sechste Austragung der nationalen Titelkämpfe im Badminton in der ČSSR.

## Titelträger
| Disziplin    | Sieger                         |
| ------------ | ------------------------------ |
| Herreneinzel | Vladimír Zrno                  |
| Dameneinzel  | Irena Červenková               |
| Herrendoppel | Ivan Bareš Alois Patěk         |
| Damendoppel  | Irena Červenková Věra Peřinová |
| Mixed        | Jiří Král Naďa Benešová        |